# Pilotensuizid in Bogotá 1979
Durch den Pilotensuizid in Bogotá 1979 kamen am 22. August 1979 in Bogotá vier Menschen zu Tode, nachdem ein Mechaniker eine Hawker Siddeley HS.748 der kolumbianischen Fluggesellschaft SATENA gestohlen und in ein Wohngebiet gelenkt hatte.

## Flugzeug
Die Maschine war eine 1971 gebaute Hawker-Siddeley HS748-260 Srs. 2A aus britischer Produktion. Die Maschine trug die Werknummer 1702. Das zweimotorige Regionalverkehrsflugzeug war mit zwei Turboproptriebwerken des Typs Rolls-Royce Dart Mk. 530 ausgestattet. Die Maschine wurde beim Hersteller zunächst zu Flugerprobungzwecken mit dem Testkennzeichen G-11-1 versehen und erhielt bei ihrer anschließenden Auslieferung an die kolumbianischen Luftstreitkräfte das militärische Luftfahrzeugkennzeichen FAC1101.
Am 23. Mai 1979 war die Maschine in einen Zwischenfall verwickelt, bei dem mitten im Flug eine Notluke geöffnet wurde, woraufhin ein Mann aus dem Flugzeug gesogen wurde und starb.

## Hergang
Gegen fünf Uhr morgens des 22. August 1979 verließ der 22-jährige Armando Nieto Jaramillo (* 9. Mai 1957 in Bogotá), ein ehemaliger Unteroffizier der kolumbianischen Luftwaffe, bewaffnet mit einem Revolver vom Kaliber .38, seine Wohnung im Süden von Bogotá. Jaramillo war Monate zuvor nach einer zweijährigen Tätigkeit als Mechaniker auf dem Flughafen kürzlich nach wiederholten Auseinandersetzungen mit anderen Mitarbeitern entlassen worden. Um 5:36 Uhr betrat er das Flughafengelände des Flughafens der Stadt.
Jaramillo machte sich die Tatsache zunutze, dass er für die staatliche Fluggesellschaft SATENA gearbeitet hatte, um keinen Verdacht bei den Sicherheitskontrollen zu erregen und zum Hangar des Unternehmens zu gelangen. Er versteckte sich zwischen Gabelstaplern, die auf dem Vorfeld geparkt waren und beschloss, die geparkte Hawker Siddeley HS748 FAC1101 zu entwenden, welche an diesem Tag für einen Flug nach Medellín vorgesehen und betankt war.
Als die Bodenangestellten der SATENA kurz darauf versuchten, eine andere HS748 aus dem Hangar zu ziehen, nahmen sie wahr, wie die Triebwerke der FAC1101 gestartet wurden und die Maschine zur Start- und Landebahn rollte. Über Funk sprach Jaramillo folgende Nachricht an die Flugsicherung ein:

«Soy el suboficial tercero Nieto de la Fuerza Aérea, no intenten nada, este avión está secuestrado y estoy armado.»

„Ich bin dritter Unteroffizier der Luftwaffe, versuchen sie nicht, mich aufzuhalten. Ich habe dieses Flugzeug entführt und ich bin bewaffnet.“

Jaramillo gelang es mit einigen Schwierigkeiten, ohne Startfreigabe und mit nur einem laufenden Triebwerk einen instabilen, taumelnden Start durchzuführen. Nach dem Start überflog er zunächst die Avenida Caracas und flog weiter in Richtung Molinos del Sur. Der Mangel an Fachwissen veranlasste Jaramillo, das Flugzeug in die entgegengesetzte Richtung zu seinem Ziel zu steuern. Der Luftfahrttechniker flog in Richtung des Viertels Pasadena im Norden von Bogotá, obwohl er beabsichtigte, zum Viertel Marco Fidel Suárez, wo er mit seinen Eltern lebte, zu fliegen. Als Jaramillo dies bemerkte, drehte er die Maschine einige Minuten später nach Süden ab, wobei er sich an den Hügeln von Bogotá und Carrera Séptima orientierte. Kurz darauf, um 5:40 Uhr, stürzte die Maschine nach einem Triebwerksausfall in eine Häuserreihe in der Carrera 15, Nr. 48-37. Bei dem Unfall starben der an Bord befindliche Pilot der Maschine sowie drei Personen in dem Haus, darunter ein 17-jähriger Jugendlicher, der gerade duschte, als er von einem Propeller erfasst wurde, sowie eine 65-jährige Frau, die gerade ihre Haustür geöffnet hatte, als sie vom Luftzug von der Terrasse ihres Hauses gerissen wurde und sich tödliche Verletzungen zuzog.

## Motiv
Das Motiv und Ziel des Suizidpiloten wurde nie bekannt. Es gab Spekulationen, wonach Jaramillo die Maschine in das Haus seiner Schwiegereltern lenken wollte, jedoch gaben seine Eltern eine eidesstattliche Erklärung ab, wonach ihr Sohn zum Zeitpunkt des Unfalls keine Partnerin gehabt hatte und dass er finanziell abhängig von seinen Eltern gewesen war. Somit war unklar, weshalb der Suizidpilot in die Richtung seiner elterlichen Wohnung in der Calle 45 sur Nr. 14–27 im Viertel San Jorge geflogen war. Es wurde vermutet, dass er sich und seine Eltern töten wollte. Bekannte Jaramillos gaben an, dass dieser an häufigen Stimmungsschwankungen gelitten und seine Eltern verabscheut habe.